# Bernhard Bardenheuer

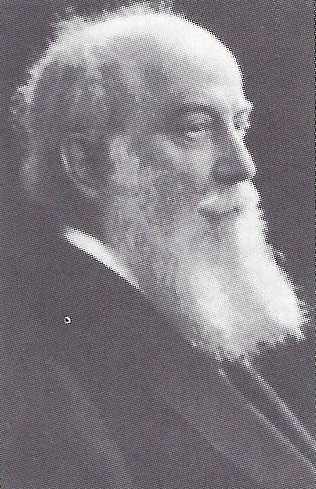
Bernhard Bardenheuer

Franz Bernhard Hubert Bardenheuer (* 12. Juli 1839 in Lamersdorf (Landkreis Düren, Regierungsbezirk Aachen, Rheinprovinz, Königreich Preußen); † 13. August 1913 ebenda) war ein deutscher Chirurg, Hochschullehrer und Geheimrat.

## Wirken
Bernhard Bardenheuer folgte 1874 Otto Fischer als Chefarzt der Chirurgie des Bürgerhospitals in Köln, ab 1884 Professor und von 1904 bis 1907 Leiter der Akademie für praktische Medizin. Von 1891 bis 1902 war sein Assistent und Vertreter Albert Plücker (1864–1945).
Er entwickelte bedeutende Streckkonzepte (Bardenheuer-Extension, mit dem 1903 eingeführten Heftplaster-Extensionsverband) und beschritt neue Wege in der Behandlung von Frakturen (Bardenheuer-Beckenstütze). Bardenheuer führte zahlreiche nach ihm benannte Operationsmethoden ein (Bardenheuer-Bogenschnitt, Bardenheuer-Nervenstumpfversorgung, Bardenheuer-Ravitch-Methode, Bardenheuer-Operation). Zudem bereicherte er die Urologie um wichtige Inhalte. Am 13. Januar 1887 führte er die erste totale Zystektomie durch.
Bernhard Bardenheuers Sohn Hubert Bardenheuer arbeitete als Kollege von Ferdinand Sauerbruch an der Universitätsklinik Breslau und wurde später Leiter des Chirurgischen Krankenhauses in Deutz am Rhein.

## Nachlass
Bardenheuers bedeutende medizinische Büchersammlung umfasste ca. 10.000 Bände und befand sich bis 1933 in der Bibliothek des Bürgerhospitals Köln und wurde im Rahmen einer Schenkung von der Universitäts- und Stadtbibliothek Köln übernommen. Sie ist heute ein historisch bedeutender Bestandteil der Deutschen Zentralbibliothek für Medizin in Köln.

## Ehrungen
Noch im Todesjahr 1913 wurde ihm zu Ehren eine Straße in Köln-Lindenthal nahe der Universitätskliniken in zunächst Bernhard-Bardenheuer-Straße benannt, später in Bardenheuerstraße.

### Präsidentschaften
Deutsche Gesellschaft für Orthopädie und orthopädische Chirurgie (1907)

### Ehrenmitgliedschaften
Deutsche Gesellschaft für Orthopädie und orthopädische Chirurgie (1910)

## Veröffentlichungen (Auswahl)
- Die allgemeine Lehre von den Frakturen und Luxationen mit besonderer Berücksichtigung der Extensionsverfahren. Enke, Stuttgart 1907.
- mit R. Graessner: Die Technik der Extensionsverbände bei der Behandlung der Frakturen und Luxationen der Extremitäten. 3., vollständig umgearbeitete Auflage. Enke, Stuttgart 1907.